# Мартингал

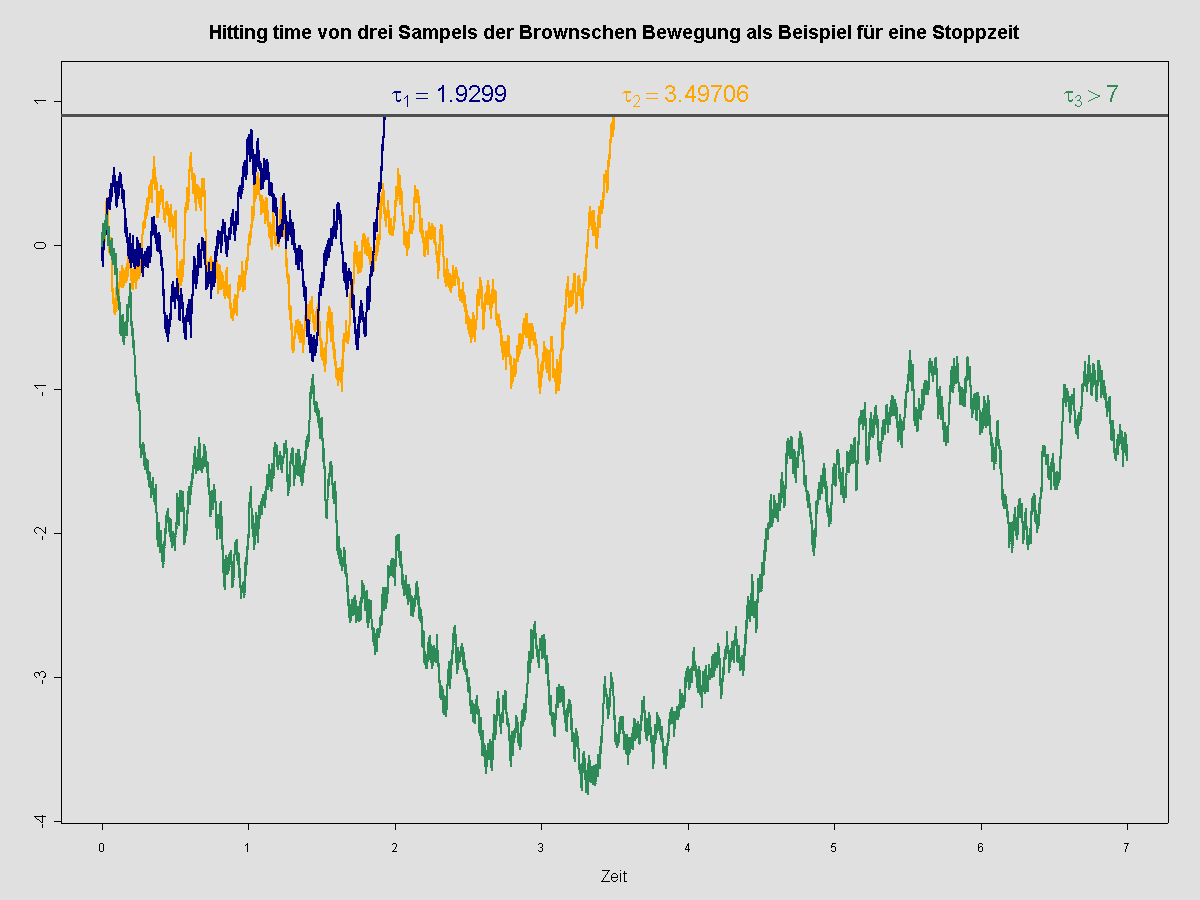
Остановленное броуновское движение как пример мартингала

Мартинга́л (также мартинге́йл в теории вероятности) в теории случайных процессов — такой случайный процесс, что наилучшим (среднеквадратичным) предсказанием поведения процесса в будущем является его настоящее состояние.

## Мартингалы с дискретным временем
- Последовательность случайных величин {\displaystyle \{X_{n}\}_{n\in \mathbb {N} }} называется мартинга́лом с дискре́тным вре́менем, если

1. {\displaystyle {\mathsf {E}}|X_{n}|<\infty ,\quad n\in \mathbb {N} };
2. {\displaystyle {\mathsf {E}}[X_{n+1}\mid X_{1},\ldots ,X_{n}]=X_{n},\quad n\in \mathbb {N} }.

- Пусть дана другая последовательность случайных величин {\displaystyle \{Y_{n}\}_{n\in \mathbb {N} }}. Тогда последовательность случайных величин {\displaystyle \{X_{n}\}_{n\in \mathbb {N} }} называется мартингалом относительно {\displaystyle \{Y_{n}\}} или {\displaystyle \{Y_{n}\}}-мартингалом, если

1. {\displaystyle {\mathsf {E}}|X_{n}|<\infty ,\quad n\in \mathbb {N} };
2. {\displaystyle {\mathsf {E}}[X_{n+1}\mid Y_{1},\ldots ,Y_{n}]=X_{n},\quad n\in \mathbb {N} }.

## Мартингалы с непрерывным временем
Пусть есть вероятностное пространство {\displaystyle (\Omega ,{\mathcal {F}},\mathbb {P} )} с заданной на нём фильтрацией {\displaystyle \{{\mathcal {F}}_{t}\}_{t\in T}}, где {\displaystyle T\subset \mathbb {R} }. Тогда случайный процесс {\displaystyle \{X_{t}\}_{t\in T}} называется мартингалом относительно {\displaystyle \{{\mathcal {F}}_{t}\}}, если
1. {\displaystyle X_{t}} измерима относительно {\displaystyle {\mathcal {F}}_{t}} для любого {\displaystyle t\in T}.
2. {\displaystyle {\mathsf {E}}|X_{t}|<\infty ,\quad t\in T}.
3. {\displaystyle {\mathsf {E}}[X_{t}\mid {\mathcal {F}}_{s}]=X_{s}} почти наверное, {\displaystyle \quad \forall s,t\in T,\;s\leq t}.[1]

Последний пункт означает, что {\displaystyle \int \limits _{A}X_{t}dP=\int \limits _{A}X_{s}dP} {\displaystyle \forall A\in {\mathcal {F}}_{s}}.
Если в качестве {\displaystyle \{{\mathcal {F}}_{t}\}} взята естественная фильтрация {\displaystyle {\mathcal {F}}_{t}=\sigma \{X_{s}\mid s\leq t\}}, то {\displaystyle \{X_{t}\}} называют просто мартингалом.

## Суб- и супермартингалы
- Пусть дана последовательность случайных величин {\displaystyle \{Y_{n}\}_{n\in \mathbb {N} }}. Тогда последовательность случайных величин {\displaystyle \{X_{n}\}_{n\in \mathbb {N} }} называется су́б(су́пер)мартингалом относительно {\displaystyle \{Y_{n}\}}, если

1. {\displaystyle {\mathsf {E}}|X_{n}|<\infty ,\quad n\in \mathbb {N} ;}
2. {\displaystyle {\mathsf {E}}[X_{n+1}\mid Y_{1},\ldots ,Y_{n}]\geq (\leq )X_{n},\quad n\in \mathbb {N} .}

- Случайный процесс {\displaystyle \{X_{t}\}_{t\in T},\;T\subset \mathbb {R} } называется суб(супер)мартингалом относительно {\displaystyle \{{\mathcal {F}}_{t}\}}, если

1. {\displaystyle X_{t}} измерима относительно {\displaystyle {\mathcal {F}}_{t}} для любого {\displaystyle t\in T}.
2. {\displaystyle {\mathsf {E}}|X_{t}|<\infty ,\quad t\in T}.
3. {\displaystyle {\mathsf {E}}[X_{t}\mid {\mathcal {F}}_{s}]\geq (\leq )X_{s},\quad \forall s,t\in T,\;s\leq t}.

Если в качестве {\displaystyle \{{\mathcal {F}}_{t}\}} взята естественная фильтрация {\displaystyle {\mathcal {F}}_{t}=\sigma \{X_{s}\mid s\leq t\}}, то {\displaystyle \{X_{t}\}} называют просто суб(супер)мартингалом.

## Свойства
- Случайный процесс является мартингалом тогда и только тогда, когда он является одновременно субмартингалом и супермартингалом.
- Если {\displaystyle \{X_{t}\}} — мартингал, то {\displaystyle {\mathsf {E}}X_{t}=\mathrm {const} }.
- Если {\displaystyle \{X_{t}\}} — субмартингал, то {\displaystyle \{-X_{t}\}} — супермартингал.
- Если {\displaystyle \{X_{t}\}} является мартингалом, а {\displaystyle f:\mathbb {R} \to \mathbb {R} } — выпуклая функция, то {\displaystyle \{f(X_{t})\}} — субмартингал. Если {\displaystyle f} — вогнутая функция, то {\displaystyle \{f(X_{t})\}} — супермартингал.
- Вообще говоря, мартингал не является марковским процессом.
  - Верно и обратное: марковский процесс не обязан быть мартингалом.
- Верна теорема[англ.] о сходимости мартингалов.
- Теорема Дуба об остановке приводит условия, гарантирующие, что матожидаемое мартингала в момент остановки равно его начальному ожидаемому значению.

## Примеры
- Рассмотрим игру, при которой подбрасывается монета, и при выпадении «орла» игрок выигрывает 1 руб., а при выпадении «решки» проигрывает 1 руб. Тогда:
  - если монета уравновешена, то состояние игрока как функция количества игр является мартингалом;
  - если выпадение «орла» более вероятно, то состояние игрока — субмартингал;
  - если выпадение «решки» более вероятно, то состояние игрока — супермартингал.

- Винеровский процесс (это математическая модель броуновского движения) является мартингалом.